# منظم المناعة الذاتية
منظم المناعة الذاتية (بالإنجليزية: Autoimmune regulator) هو عامل نسخ يتم ترجمته من الجين AIRE في الجزء الداخلي من الغدة الزعترية. هذا البروتين مسؤول عن إزالة الخلايا التائية المتفاعلة مع الجسم القادرة على ابتداء مرض مناعي ذاتي. يقوم منظم المناعة الذاتية بكشف بروتينات الجسم الصحيحة من كافة أنحاء الجسم للخلايا التائية، وإن تفاعلت أحد الخلايا التائية مع أحد هذه البروتينات يتم تدميرها.

## الأمراض
الجين AIRE فيه طفرة عند من يعاني من المرض النادر الذي يعرف بمتلازمة متعدد الغدد الصم بالمناعة الذاتية النوع الأول المعروف بعدد من الحالات المرضية كقصور جارات الدرقية، قصور الكظر، وداء المبيضات الجلدي والمخاطي المزمن.